# باتريك نيلسن (لاعب كرة قدم)
باتريك نيلسن (بالدنماركية: Patrick Nielsen)‏ هو لاعب كرة قدم دنماركي في مركز الدفاع، ولد في 18 سبتمبر 1996 في كوبنهاغن في مملكة الدنمارك. لعب مع اتلانتا يونايتد 2.